# Maria Miret i Furné
Maria Miret i Furné   (l'Hospitalet de Llobregat, 21 de novembre de 1899 - Cornellà de Llobregat, 14 de febrer de 1970) fou una vidriera artística i soprano.

## Biografia
Fou la filla del matrimoni entre Concepción Furné Nogués i el farmacèutic Juan Miret Bas, que regentava la farmàcia del carrer Major, número 5, de l'Hospitalet, a la rebotiga de la qual, abans de la Guerra Civil, es reunien en tertúlia bona part dels artistes i literats hospitalencs. Allí s’hi feren lectures poètiques i audicions musicals. Mossèn Antoni Taulet i Vilaplana li dedicà uns Goigs en llaor de la gloriosa artista senyoreta Maria Miret i Furné, musicats per S. Novi i que foren estrenats a la rebotiga el 1934.
Va treballar artesanalment en la decoració de vidres esmaltats, art que dominà gràcies a les orientacions rebudes per la família de vidriers Tarrida. El 1928 dugué a terme la seva primera exposició a les Galeries Laietanes de Barcelona, presentada per Joaquim Folch i Torres. Posteriorment, exposà a l'Ateneu de Tarragona i a diversos museus com el de Rubí i altres.
Fou la primera solista de l'Orfeó Hospitalenc, fundat el 1922 i format per més d’un centenar de cantaires, que apadrinà, junt amb el mestre de l'Orfeó Català Lluís Maria Millet, la benedicció de la senyera de l'Orfeó Hospitalenc el 13 de març de 1927. Va fer nombrosos recitals de lieder i freqüentà els músics locals, com Jaume Ventura Tort, Llorenç Carbonell o Joaquim Serra.
Va pertànyer a la Federació de Joves Cristians de Catalunya, ubicada a la plaça de Santa Anna de Barcelona, on feu alguns recitals i participà en les Festes de l’Art organitzades pel Patronat Femení de la mateixa Federació.
També fou dama de companyia de Lina Pozzali, la comtessa de Bell-lloc, darrer membre de la família Mercader-Belloch que visqué a la casa senyorial de Can Mercader o Palau Mercader, així com conservadora del Museu dels Comtes de Bell-lloc, situat a l’actual Palau Mercader de Cornellà.
Miret va morir un 14 de febrer de 1970 i els funerals tingueren lloc al barri de l’Almeda de Cornellà de Llobregat.
La ciutat de l'Hospitalet li dedicà, el gener de 2022, després d’un procés de participació ciutadana, un carrer al barri del Centre, el carrer de Maria Miret. També des del curs 2022-23 un institut escola porta el nom de Miret. L'Institut Escola Maria Miret és un centre públic del barri de Collblanc de l’Hospitalet, on estudien alumnes d'infantil, primària i secundària.

## Trajectòria vidriera

### Formació i recerca en la decoració del vidre esmaltat
Va treballar artesanalment amb vidres esmaltats, creant amb aquesta tècnica ancestral i arrelada a Catalunya gerres, gots, plats i safates del seu estil i gust. Miret havia après a l’escola els dibuixos usuals amb les quatre floretes i un parell d’ocellets aplicables a una labor de brodaria, però el seu instint va fer que volgués anar més enllà i va tenir la sort que per una bona amistat de família amb els senyors Tarrida, pare i fill, industrials del vidre prou coneguts a Barcelona, aquests li suggerissin un camí on aquelles facultats artístiques tenien una molt àmplia aplicació.
Així, entre els anys 1925 i 1926, instruïda pels dos industrials que l’estimulaven, començà a aprendre les bases de les tècniques d'aquesta artesania. Es podria dir que fou una perfeccionista en sentit positiu. No satisfeta dels seus primers treballs on trobà a faltar aquella vitrificació completa dels colors i la brillantor dels tons, començà a cercar la vitrificació completa dels colors fins a arribar a fer-se ella mateixa els colors dels esmalts per aconseguir un resultat únic.

### Exposicions i llegat
El 1928 dugué a terme la seva primera exposició a les Galeries Laietanes de Barcelona, presentada per Joaquim Folch i Torres, el qual la considerà dotada de facultats artístiques extraordinàries. Hi va presentar més de 125 peces entre jocs de ponx, de gelats i de tocador, arquetes, plats, gots, copes, fruiters, llànties, joiers i làmpades, entre altres objectes. Quatre anys més tard, el 1932, exposà al Museu de Rubí, el 1933, a l'Ateneu de Tarragona i a l'any següent, exposà a la Festa d’Art organitzada pel Patronat Femení de la Federació de Joves Cristians de Catalunya.
El llegat material que va deixar fruit del seu treball artesanal en la decoració de vidres esmaltats el podem trobar en diferents espais, com ara al Palau Mercader de Cornellà, on es mostren unes tulipes signades en un llum de sostre. Al Museu de l’Hospitalet s'hi conserven diferents obres, com ara una capsa de vidre esmaltat amb pintura en fred i decoració noucentista, un gerro esmaltat d’estil també noucentista, uns plats de vidre amb l’escut de la ciutat i altres peces.